# Tir als Jocs Olímpics d'estiu de 1912 - Tir al cérvol, doble tret
La competició del tir al cérvol, doble tret va ser una de les divuit proves de programa de Tir dels Jocs Olímpics d'Estocolm de 1912. Es disputà entre el 3 de juliol de 1912 i hi van prendre part 20 tiradors procedents de 6 nacions.
La competició es va disputar sobre una distància de 100 metres.

## Medallistes
| Or                  | Plata                  | Bronze            |
| Åke Lundeberg (SWE) | Edward Benedicks (SWE) | Oscar Swahn (SWE) |

## Resultats
| Pos.   | Tirador              | Nació        | Punts |
| ------ | -------------------- | ------------ | ----- |
| Or     | Åke Lundeberg        | Suècia       | 79    |
| Plata  | Edward Benedicks     | Suècia       | 74    |
| Bronze | Oscar Swahn          | Suècia       | 72    |
| 4      | Alfred Swahn         | Suècia       | 68    |
| 5      | Per-Olof Arvidsson   | Suècia       | 68    |
| 6      | Anders Lindskog      | Suècia       | 67    |
| 7      | Erik Sökjer-Petersén | Suècia       | 65    |
| 8      | Emil Lindewald       | Suècia       | 64    |
| 9      | Gustaf Lyman         | Suècia       | 61    |
| 10     | Charles de Jaubert   | França       | 60    |
| 11     | Walter Winans        | Estats Units | 59    |
| 12     | Hjalmar Frisell      | Suècia       | 58    |
| 13     | Johan Ekman          | Suècia       | 58    |
| 14     | Wilhelm Dybäck       | Suècia       | 57    |
| 15     | Bill Leushner        | Estats Units | 49    |
| 16     | Heinrich Elbogen     | Àustria      | 48    |
| 17     | Erland Koch          | Alemanya     | 47    |
| 18     | Albert Preuß         | Alemanya     | 47    |
| 19     | Dmitry Barkov        | Rússia       | 39    |
| 20     | Vasily Skrotsky      | Rússia       | 32    |